# Nösnäsgymnasiet

Nösnäsgymnasiet är en kommunal gymnasieskola i Stenungsund med drygt 1350 elever och 160 lärare. Skolan byggdes 1976 och invigdes 1977. Tillbyggnad har skett i flera etapper. Sommaren 1996 bytte skolan namn från "Nösnässkolan" till "Nösnäsgymnasiet", men det gamla namnet finns fortfarande kvar på busshållplatser och kommunal infrastruktur. Vintern 2012 byggdes en ny huvudentré.
Eleverna kommer företrädesvis från STO-regionen: Stenungssund, Tjörn och Orust. Men även från vissa andra skolor såklart.
Skolan har 5 högskoleförberedande program, 8 yrkesprogram, introduktionsprogram, lärlingsutbildning och gymnasiesärskola. 
Här finns både yrkesprogram med anpassade lokaler och högskoleförberedande program. Skolan är certifierad som Teknikcollege och har inriktningar inom data, teknik och media. Skolans Vård- och omsorgsprogram är också en del av Vård och Omsorgscollege Göteborgsregionen. Nösnäsgymnasiet har i många år bedrivit idrottsgymnasium på elitnivå och erbjuder nu fotboll, ishockey, simning och konståkning.
Nösnäsgymnasiet har även en aktiv elevkår som årligen arrangerar diverse aktiviteter åt eleverna på skolan.